# بولیوار (تگزاس)
بولیوار (به انگلیسی: Bolivar) یک منطقهٔ مسکونی در ایالات متحده آمریکا است که در شهرستان دنتون، تگزاس واقع شده‌است.